# MTV OMG
MTV OMG foi um canal de televisão britânico de música operado pela ViacomCBS Networks UK & Australia. Foi lançado em 1º de março de 2018, substituindo o canal Viva. O perfil do público na Sky Media mostrou que o canal possuía um viés de 60% de espectadores do sexo feminino. O canal exibiu suas próprias paradas semanais chamadas de OMG Top 20.

## História
O canal foi lançado em 1º de março de 2018, um mês após a descontinuação do Viva, com playlists de videoclipes focadas em canções românticas com a marca MTV Love, transmitindo ao longo de fevereiro. Em julho de 2018, a MTV OMG foi temporariamente renomeada para MTV Pride para coincidir com a Parada do Orgulho LGBT+ de Londres. Antes de 2018, essa renomeação temporária era realizada em seu canal irmão MTV Classic.
O canal, junto com o Club MTV e MTV Rocks, fechou definitivamente em 20 de julho de 2020, dobrando o espaço do canal que havia sido estabelecido pelo TMF em outubro de 2002. O último videoclipe tocado no canal foi Thank You for the Music do grupo ABBA.